# 브리타니쿠스

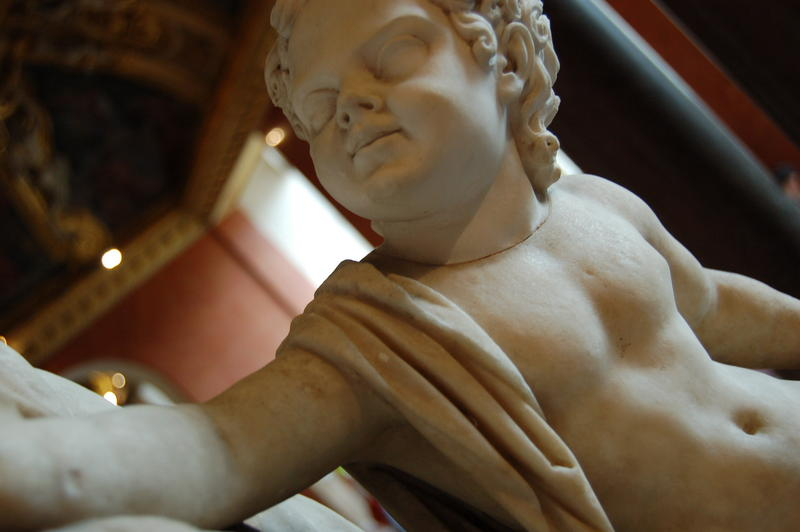

브리타니쿠스(Tiberius Claudius Caesar Britannicus, 기원후 41년 2월 12일 경 ~ 기원후 55년 2월 11일 경)는 로마 황제 클라우디우스와 그의 3번째 아내 메살리나의 아들이다.
로마에서 41년 2월 12일에 태어났다. 율리우스-클라우디우스 왕조의 일원이었다.

## 비극
브리타니쿠스(Britannicus, 1668년)는 운문 5막 비극으로 라신 작품이다.
선행작가 코르네이유의 영역(領域)이라 했던 로마사에서 취재한 정치비극이다. 주인공은 제목의 이름과는 달리 황제 네로이다. 모비(母妃)인 아그리피느의 도움으로 왕위계승 싸움에 승리한 네로는 배다른 형제인 브리타니퀴스와 그의 연인 쥬니 사이를 이간하고 남몰래 쥬니를 사랑하자 아그리피느의 제지도 듣지 않고 간신 나르시스가 시키는 대로 브리타니퀴스를 독살해 버린다. 쥬니는 절망 끝에 신전의 무녀(巫女)가 된다.
브르고뉴 극단에서 첫 공연을 한 다음해(1770)에 출판되었고, 그 서문은 단순한 구성에다 정념의 비극이라는 라신의 극작법을 선언한 취지가 포함되어 중요시되고 있으며 괴물 네롱(네로)의 ‘태어나는’ 모습을 극화했다고 하는 한마디가 해석상의 문제가 되었다. 코르네유파의 방해에도 불구하고 이 작품의 성공이 라신의 지위를 극단에서 제1인자로서 확정하였다고 할 수 있다.